# 山育杜鹃
山育杜鹃（学名：Rhododendron oreotrephes）为杜鹃花科杜鹃花属下的一个种。

## 扩展阅读
- 維基物種上的相關：山育杜鹃